# Jeune fille au pair
Pour plus de détails, voir Fiche technique et Distribution.
Jeune fille au pair (La ragazza alla pari) est un film italien réalisé par Mino Guerrini, sorti en 1976.

## Fiche technique
- Titre original : La ragazza alla pari
- Titre français : Jeune fille au pair
- Réalisation : Mino Guerrini
- Scénario : Paolo Barberio
- Pays de production : Italie
- Format : Couleurs - 1,85:1 - Mono
- Genre : comédie
- Date de sortie : 1976

## Distribution
- Gloria Guida : Domenica Schlutzer
- Oreste Lionello
- Rossella Como
- Loretta Persichetti
- Patrizia Webley
- Dada Gallotti
- Carlo Giuffré